# Laurent Magnier
Pour les articles homonymes, voir Magnier.
Laurent Magnier, né en 1618 à Paris et mort le 6 février 1700 à Paris, est un sculpteur français. 

## Biographie
Il naît à Paris  en 1618 ou 1619, fils du sculpteur Pierre Magnier, natif de Beauvais.
Il étudie la sculpture auprès de son père, avant de poursuivre ses études à Rome en 1638.
En février 1700, il est inhumé en l'église Saint-Nicolas-des-Champs de Paris, où il avait sculpté, dix ans plus tôt, un petit monument (disparu) pour lui, sa femme et leur fille.
Il fut aussi le père du sculpteur Philippe Magnier.

## Quelques oeuvres

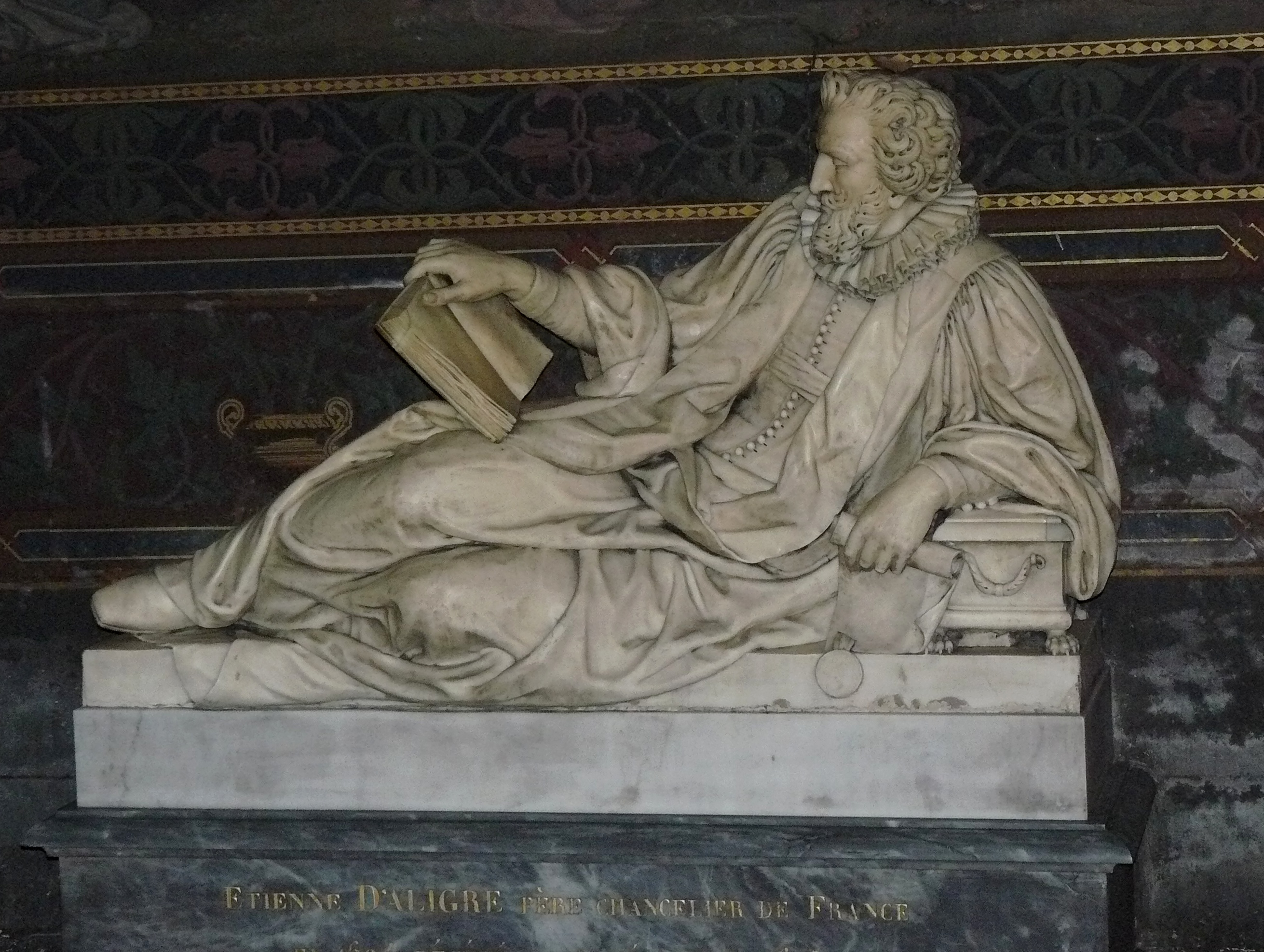
Statue d'Étienne Ier d'Aligre (1580-1635), Église Saint-Germain-l'Auxerrois de Paris

- Statue d'Étienne Ier d'Aligre (1580-1635), Église Saint-Germain-l'Auxerrois de ParisOn en  recense plus d'une trentaine, datées entre 1643 et 1686[1].
- Le Printemps, 1675-1681, Fontaine du Point du jour, château de Versailles.
- Les Lutteurs, copie d'un groupe antique, 1684-1688, au Musée du Louvre[2].
- Vierge de Miséricorde, commandée par le chancelier Pierre Séguier pour le Carmel de Pontoise en 1652
- Crucifixion, 1690, ornant autrefois le maître-autel du prieuré du Val-Saint-Éloi. Le Christ est aujourd'hui conservé dans l'église Notre-Dame de Versailles, la Vierge Marie et saint Jean dans l'église Saint-Étienne de Chilly-Mazarin[3].